# Ricard Zariquiey i Álvarez
Ricard Zariquiey i Álvarez (Barcelona, 3 de gener de 1897 - Barcelona, 27 de gener de 1965) fou un pediatre, carcinòleg i filantrop català. Era fill del també pediatre i carcinòleg Ricard Zariquiey i Cenarro.
Va estudiar medicina, a la Universitat de Barcelona, obtenint el títol el 1918. Especialitzat en pediatria, va seguir formant-se a París i Lausana. El seu interès per la història natural es va centrar en el principi de l'entomologia.
El 1917, sent encara estudiant, va començar a dedicar-se, juntament amb el seu pare, a recollir i estudiar coleòpters, dedicant la major part de la seva atenció a les espècies de les coves descobrint nombroses novetats d'alt valor científic.
Els seus mètodes originals de recollida van donar com a resultat el descobriment d'un gran nombre de noves formes interessants en una extensa zona del nord d'Espanya. En una sèrie de publicacions que va aparèixer entre 1917 i 1940 (però sobretot entre 1917 i 1927) van contribuir en gran manera al coneixement dels escarabats espanyols, especialment el Bathysccinae.
Pare i fill van crear una de les col·leccions més importants del món de les escarabats cavernícoles. La Col·lecció Zariquiey, del Museu de Ciències Naturals de Barcelona, inclou les col·leccions d'ambdues generacions. Aproximadament 6.000 lots d'espècimens estan disponibles.
Després de la mort del seu pare, el 1943, el Dr. Zariquiey es va interesar pels crustacis, centrant-se en l'estudi dels decàpodes. Així que, tot i dedicar-se professionalment a la medicina, Zariquiey era un conegut pediatre a Barcelona, va ser un dels principals experts en crustacis decàpodes a Europa, i el seu coneixement de les espècies mediterrànies d'aquest grup va ser immillorable.
Va ser president de l'Institució Catalana d'Història Natural (1929-1930), col·laborador actiu Museu de Zoologia de Barcelona, membre de l'Acadèmia i Laboratori de Ciències Mèdiques de Barcelona i de la Societat Catalana de Pediatria.